# 大榔頭
《幽默警探》（英語：Sledge Hammer!）是一部美國嘲諷電視情景喜剧。它於1986年至1988年間在美国广播公司播映了兩季。這齣影集的原創人是亞倫·史賓塞（Alan Spencer），並由大衛·拉區（David Rasche）與一把點44口徑梅格南左輪手槍（.44 Magnum）所主演。雖然它的播映時間不長，但它也吸引了不少的影迷。

## 概要
《大榔頭》跟《糊塗情報員》（Get Smart）一樣，是屬於嘲諷模仿（spoof）的類型。它嘲諷的對象是《緊急追捕令》這一系列的電影作品。主角大榔頭，隸屬於舊金山警察局，是個崇尚暴力、虐待狂、喜歡跟自己配槍講話的感受性低的幹探。史賓塞最初的劇本是在《緊急追捕令》系列的第三部電影，《全面追捕令》（The Enforcer，1976年）上映之後所撰寫的，不過卻到處碰壁。然而，八年之後，由於《緊急追捕令》系列的第四部電影，《撥雲見日》（1983年）上映，以及叫好不叫座的警察嘲弄影集《白頭神探》（Police Squad!）被腰斬，所以有越來越多的人希望能有一齣關於「流氓警察」（renegade cop）的嘲弄劇。在HBO回絕了史賓塞的劇本之後，終於同意製播《大榔頭》的試播章節（pilot episode）。
汉默的格言是：
「你放心，有我就搞定了！」（Trust me. I know what I'm doing.）
除了汉默以外，其他的主角還包括他的搭檔朵莉·杜柔柔探員（Dori Doreau，由安瑪麗·馬汀（Anne-Marie Martin）飾演），她是一個敏感、聰明的女性（跟汉默正好完全相反）；以及為他偏頭痛所苦的上司，傳克隊長（Captain Trunk，由哈里遜·佩吉（Harrison Page）飾演）。主題曲由丹尼·艾佛曼（Danny Elfman）所編寫。巧合的是，《大榔頭》的試播章節製播完成的時候，正好也是彼得·蓋布瑞爾（Peter Gabriel）的同名歌曲當紅的時候。
驚奇漫畫也曾發行過一部改編自這齣影集的短命漫畫。
《大榔頭》嘲弄了許多當代的電視影集，以致於跟當時很有名的情境喜劇《貝福地先生》（Mr. Belvedere）有著許多公開的「嫌隙」。影集所屬的電視網也難逃這個命運。有一集的後記故意將畫面配上錯誤的顏色，用來嘲諷當時很流行的黑白電影彩色化趨勢。有太多的觀眾打電話向抱怨，認為這是傳輸錯誤，所以有好一段時間打電話到總機的人會先聽到一段解釋這其實是故意搞笑的語音訊息。
也有幾集是專門嘲弄知名的電影，像是《證人》（Witness）、《東方快車》（The Orient Express）等等。
由於打算讓影集下檔，所以在第一季最後一集的結尾裡引爆了一枚原子彈摧毀了整個城市。後來突然又打算製播下一季（因為電視網把最後一集移到較佳的時段，所以收視率增加了不少），所以第二季的第一集解釋說接下來的故事講的是大爆炸「五年以前」的故事。然而，由於第二季的預算減少，加上所使用的底片品質降低（從第一季所使用的35釐米變成16釐米），所以就沒有再繼續製播第三季。
《大榔頭》的第一季於2004年發行了DVD，其中當年電視網堅持要加在試播章節與前12集的罐頭笑聲（laugh track）總算被拿掉了。版本還包含了試播章節另一個未公開播映的版本，它的時間長度多了幾分鐘，結局不大一樣，而且主題曲也不一樣。亞倫·史賓塞在為錄製口評的時候可能遇到了地震，錄音設備似乎也沒有因此停下來，所以版紀錄了整個過程，讓觀眾懷疑這個地震到底是不是真的。第二季的在2005年4月12日發行，最後一集史賓塞的口評錄製似乎再一次地遇到了地震。

## 章節列表

### 第一季（1986-1987）
| 日期           | 編號 | 集名                            |
| -------------- | ---- | ------------------------------- |
| 1986年9月23日  | 1    | Under the Gun（試播章節）       |
| 1986年9月26日  | 2    | Hammer Gets Nailed              |
| 1986年10月3日  | 3    | Witless                         |
| 1986年10月17日 | 4    | They Shoot Hammers, Don't They? |
| 1986年10月24日 | 5    | Dori Day Afternoon              |
| 1986年10月31日 | 6    | To Sledge, with Love            |
| 1986年11月6日  | 7    | All Shook Up                    |
| 1986年11月13日 | 8    | Over My Dead Bodyguard          |
| 1986年11月22日 | 9    | Magnum Farce                    |
| 1986年11月29日 | 10   | If I Had a Little Hammer        |
| 1986年12月13日 | 11   | To Live and Die on TV           |
| 1986年12月20日 | 12   | Miss of the Spider Woman        |
| 1987年1月3日   | 13   | The Old Man and the Sledge      |
| 1987年1月10日  | 14   | State of Sledge                 |
| 1987年1月17日  | 15   | Haven't Gun, Will Travel        |
| 1987年1月24日  | 16   | The Color of Hammer             |
| 1987年1月31日  | 17   | Brother, Can You Spare a Crime? |
| 1987年2月7日   | 18   | Desperately Seeking Dori        |
| 1987年2月14日  | 19   | Sledgepoo                       |
| 1987年2月21日  | 20   | Comrade Hammer                  |
| 1987年4月21日  | 21   | Jagged Sledge                   |
| 1987年4月28日  | 22   | The Spa Who Loved Me            |

### 第二季（1987-1988）
| 日期           | 編號 | 集名                                             |
| -------------- | ---- | ------------------------------------------------ |
| 1987年9月17日  | 1    | A Clockwork Hammer                               |
| 1987年9月24日  | 2    | Big Nazi on Campus                               |
| 1987年10月1日  | 3    | Play It Again, Sledge                            |
| 1987年10月8日  | 4    | Wild About Hammer                                |
| 1987年10月15日 | 5    | The Death of a Few Salesmen                      |
| 1987年10月29日 | 6    | Vertical                                         |
| 1987年11月5日  | 7    | Dressed to Call                                  |
| 1987年11月12日 | 8    | Hammer Hits the Rock（又名：Sledge on the Rock） |
| 1987年11月26日 | 9    | Hammeroid                                        |
| 1987年11月19日 | 10   | Last of the Red Hot Vampires                     |
| 1987年12月3日  | 11   | Sledge in Toyland                                |
| 1987年12月10日 | 12   | Icebreaker                                       |
| 1987年12月17日 | 13   | They Call Me Mr. Trunk                           |
| 1988年1月7日   | 14   | Model Dearest                                    |
| 1988年1月15日  | 15   | Sledge, Rattle & Roll                            |
| 1988年1月22日  | 16   | Suppose They Gave a War & Sledge Came?           |
| 1988年1月29日  | 17   | The Secret of My Excess                          |
| 1988年2月5日   | 18   | It Happened What Night?                          |
| 1988年2月12日  | 19   | Here's to You, Mrs. Hammer                       |

## 致敬之作
1991年，中華民國財政部為宣導防止逃漏稅，創造了卡通人物「大捕頭」，造形是一隻穿著警長制服的拳師狗，其口頭禪也是「你放心，有我就搞定了！」。中視的武俠喜劇京城獵人主角也有這樣的口頭禪。

## 外部連結
- 《大榔頭》在線－亞倫·史賓塞的個人官方網站（页面存档备份，存于）